# Marian Moszoro
Marian Moszoro (ur. 14 września 1974 w Rosario) – polski ekonomista i urzędnik państwowy, doktor nauk ekonomicznych, od 21 listopada 2005 do 27 kwietnia 2006 podsekretarz stanu w Ministerstwie Finansów.

## Życiorys
Marian Moszoro urodził się w Rosario w rodzinie polsko-włoskich imigrantów.
Absolwent Uniwersytetu Szczecińskiego (1998). W 2004 uzyskał stopień doktora nauk ekonomicznych w Szkole Głównej Handlowej po obronie pracy pt. „Partnerstwo publiczno-prywatne w monopolach naturalnych w sferze użyteczności publicznej”. Był wykładowcą programu MBA na Szkole Głównej Handlowej. Studiował w szkole IESE (2002 & 2007) oraz Uniwersytecie Kalifornijskim, Berkeley (2009–2011).
Był wykładowcą IESE Business School. Był także Visiting Scholar Uniwersytecie Kalifornijskim, Berkeley. 
Obecnie prof. Moszoro jest starszym ekonomistą (Senior Economist) w Międzynarodowym Funduszu Walutowym i profesorem uczelnianym w Szkole Głównej Handlowej w
Warszawie (SGH)
Pochodzi z rodziny ormiańskiej, osiedlonej w Polsce od XV wieku.

## Dorobek naukowy
Doświadczenie zawodowe i praca naukowa Mariana Moszoro obejmuje finanse publiczne, ekonomię polityczną oraz infrastrukturę. Rozwinął wraz z Pablo T. Spillerem teorię i testy empiryczne na wpływ kontestabilności politycznej na kontraktowanie publiczne. Prof. Moszoro kontrybuował też do analizy kosztu kapitału sektora publicznego. Napisał kilka książek i opublikował w czasopismach naukowych na temat pozytywnej ekonomii politycznej, finansów przedsiębiorstwa i projektóworaz partnerstwa publiczno-prywatnego. 